# جون دنيس (كاهن أنجليكاني)
جون دنيس (بالإنجليزية: John Dennis)‏ هو كاهن أنجليكاني بريطاني، ولد في 19 يونيو 1931. انتخب أسقف إدموندسبري وإيبسويتش ‏ وانتخب عضو مجلس اللوردات وانتخب أسقف.